# McLaughlin (Dakota del Sud)
McLaughlin (in lakota: matȟó wakpá; "orso soldato" o "soldato blu") è un comune (city) degli Stati Uniti d'America della contea di Corson nello Stato del Dakota del Sud. La popolazione era di 663 abitanti al censimento del 2010. È la città più grande della riserva indiana di Standing Rock.

## Geografia fisica
McLaughlin è situata a 45°48′47″N 100°48′41″W (45.813029, -100.811447).
Secondo lo United States Census Bureau, la città ha una superficie totale di 1,05 km², dei quali 1,05 km² di territorio e 0 km² di acque interne (0% del totale).

## Storia
La città prende il nome dall'agente dei servizi indiani degli Stati Uniti James McLaughlin, che supervisionò la Standing Rock Indian Agency dal 1881 al 1895. Si trasferì a Washington, dove era ispettore del Bureau of Indian Affairs e del Dipartimento degli Interni. Dopo la sua morte nel 1923, il suo corpo venne restituito qui per la sepoltura.

## Società

### Evoluzione demografica
Secondo il censimento del 2010, la popolazione era di 663 abitanti.

### Etnie e minoranze straniere
Secondo il censimento del 2010, la composizione etnica della città era formata dal 28,05% di bianchi, lo 0% di afroamericani, il 65,31% di nativi americani, lo 0,9% di asiatici, lo 0,15% di oceanici, l'1,06% di altre razze, e il 4,52% di due o più etnie. Ispanici o latinos di qualunque razza erano il 3,77% della popolazione.